# Vladimir Iosifovič Levenštejn
Vladimir Iosifovič Levenštejn (rusky Владимир Иосифович Левенштейн; 20. května 1935 – 6. září 2017) byl ruský matematik pracující zejména v oboru teorie informace. Jeho nejznámějším objevem je zavedení Levenštejnovy vzdálenosti v článku publikovaném v roce 1965.
Levenštejn vystudoval v roce 1958 Mechanicko-matematickou fakultu Lomonosovovy univerzity a pak pracoval a učil na Keldyšově ústavu aplikované matematiky.
V roce 2006 byla Levenštejnovi udělena Hammingova medaile.